# 烏雷尼亞市

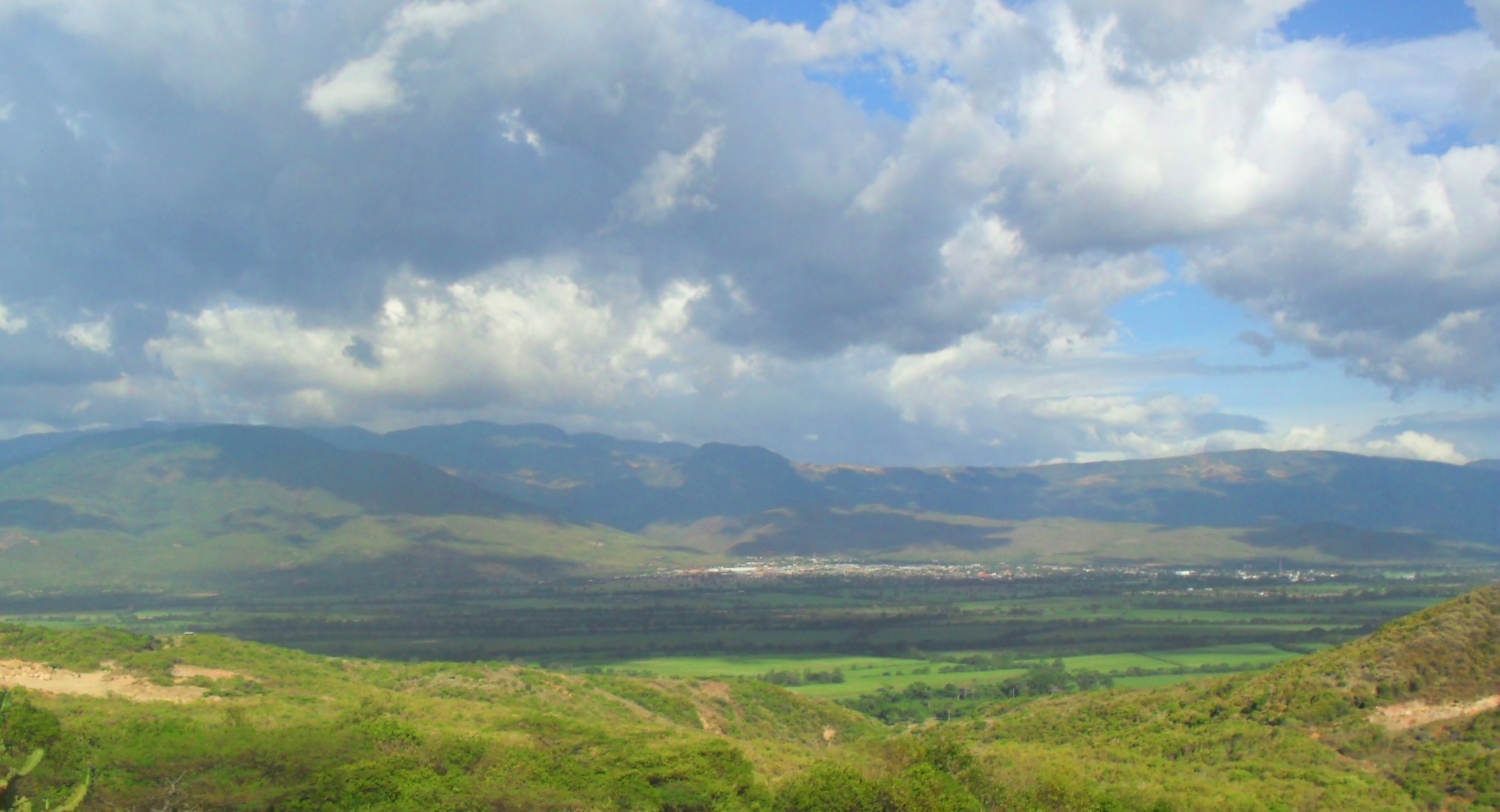

烏雷尼亞市（西班牙語：Municipio Ureña），是委內瑞拉的一個市，位於該國西南部塔奇拉州，首府設於烏雷尼亞，面積177平方公里，海拔高度802米，2011年人口49,773，人口密度每平方公里281.2人。